# Milo Yiannopoulos

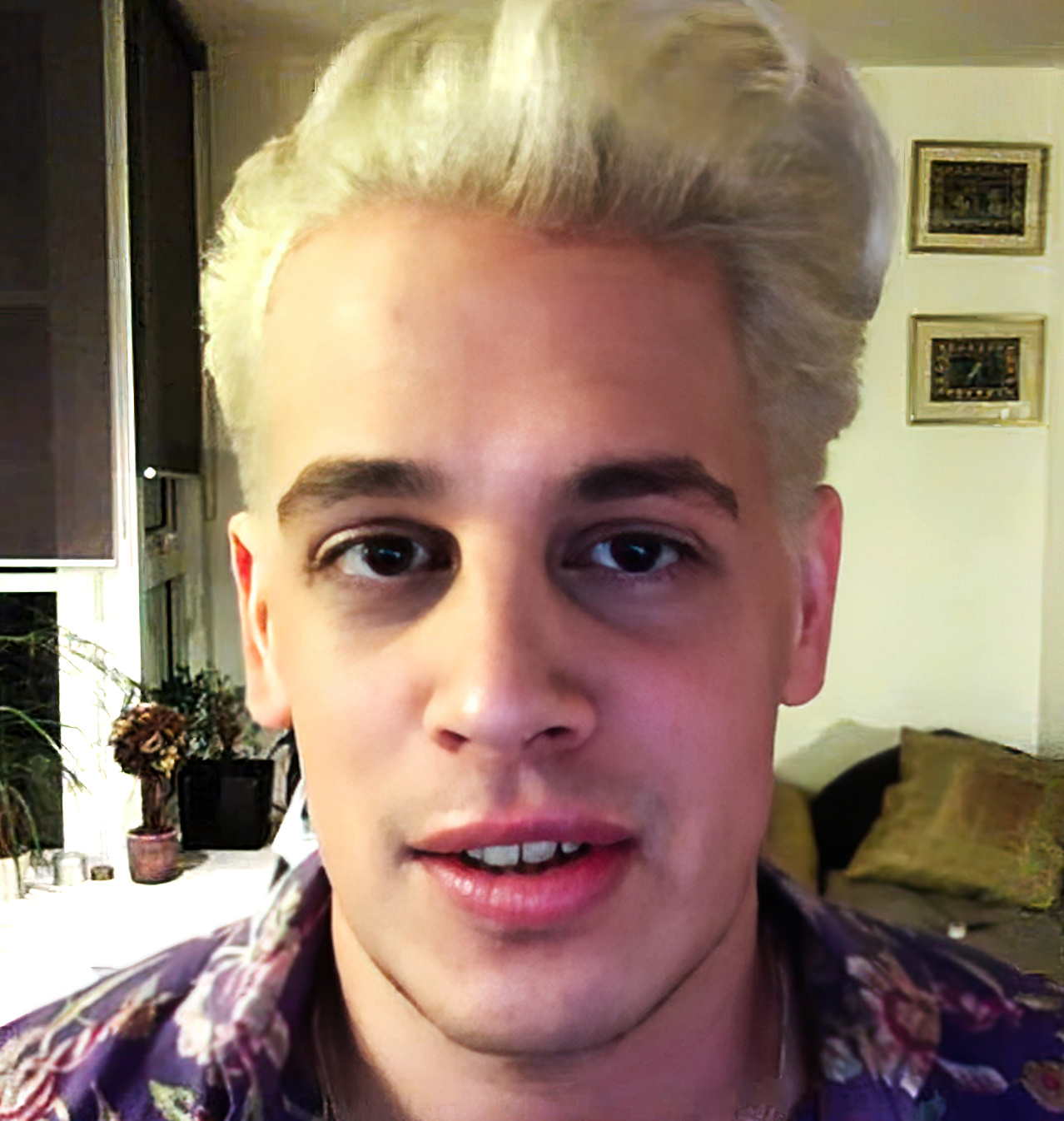
Milo Yiannopoulos (2016)

Milo Yiannopoulos (* 18. Oktober 1984) ist ein britischer Influencer, Journalist, Unternehmer und Blogger. Bekannt wurde der Rechtsextremist vor allem als ehemaliger Redakteur des US-amerikanischen Portals Breitbart und als Unterstützer der Wahlkampfkampagne Donald Trumps.

## Leben
Yiannopoulos wuchs im Süden Englands in der Grafschaft Kent als Sohn eines Griechen und einer Britin auf und ist Katholik. Er studierte an der University of Manchester, verließ die Universität jedoch ohne Abschluss. Anschließend studierte er zwei Jahre Englische Literatur am Wolfson College in Cambridge, das er ebenfalls ohne Abschluss verließ.
Nachdem er für den Catholic Herald und den Daily Telegraph tätig gewesen war, gründete Yiannopoulos 2011 das Online-Technologiemagazin The Kernel und fungierte als dessen Chefredakteur. Er verkaufte das Unternehmen 2014 an die The Daily Dot Media. Bis Ende Februar 2017 war er leitender Redakteur von Breitbart News.
Der homosexuelle Yiannopoulos galt im Vorfeld der Präsidentschaftswahl in den Vereinigten Staaten 2016 als Gründer der Wahlkampfbewegung Gays for Trump.
Nach dem Anschlag von Orlando am 12. Juni 2016 trat er während einer Aktion in New York in einer Badewanne mit Schweineblut auf und erklärte, dass es das Blut von unschuldigen Menschen sei, die von illegalen Einwanderern getötet worden seien. Anfang Mai 2019 wurde Yiannopoulos’ Nutzerkonto auf Facebook dauerhaft gesperrt.
Mitte 2022 trat er eine Praktikantenstelle bei der republikanischen US-Kongressabgeordneten Marjorie Taylor Greene an, die durch rechtsextreme Äußerungen und die Verbreitung von Verschwörungstheorien bekannt wurde.

### The Dangerous Faggot Tour
Ende 2015 begann Yiannopoulos eine Serie von Vorträgen an britischen und US-amerikanischen Universitäten unter dem Titel The Dangerous Faggot Tour („Die Tour der gefährlichen Schwuchtel“), die große mediale Beachtung fand. Die Vorträge wurden an den Universitäten Rutgers, University of Minnesota, DePaul und University of California, Los Angeles von Protesten begleitet.
In diesen Veranstaltungen nannte er etwa Hillary Clinton eine „Kriegshetzerin“ und „ultimative Heulsuse“. Wenn sie Präsidentin werde, würde Amerika von Wirtschaftsmigranten überschwemmt wie Deutschland und Schweden, das durch Flüchtlinge zur „Vergewaltigungs-Zentrale Europas“ geworden sei. Donald Trump bezeichnete er als „Daddy“ und den „wundervollsten Präsidentschaftskandidaten, den es je gegeben hat“. Er gehe davon aus, dass alle dort im Saal Trump wählten, zu dem es keine Alternative gebe.
Einige seiner geplanten Veranstaltungen wurden abgesagt. Nach den Protesten in Minnesota setzten sich dortige Professoren für die Verteidigung der Redefreiheit ein. Der Präsident von DePaul entschuldigte sich nach dem Vortrag in Chicago bei Yiannopoulos, kritisierte die protestierenden Studenten und verteidigte das Recht auf freie Meinungsäußerung in den Räumen der Universität.
Am 1. Februar 2017 kam es zu gewalttätigen Ausschreitungen im Vorfeld einer angekündigten Rede von Yiannopoulos auf dem Campus der Universität von Berkeley; zum Teil vermummte Personen, die dagegen protestierten, legten Feuer und warfen Steine sowie Molotowcocktails gegen anwesende Polizisten, die den Auftritt sichern sollten. Der Auftritt wurde schließlich aus Sicherheitsgründen abgesagt. Trump stellte daraufhin auf Twitter die staatliche Finanzierung der Universität in Frage.

### Kündigung bei Breitbart-News
Im Februar 2017 wurde der Vorwurf erhoben, Yiannopoulos habe in einem Interview Anfang 2016 sexuellen Missbrauch von Minderjährigen und Pädophilie gerechtfertigt. Im Podcast Drunken Peasants soll er sich dafür ausgesprochen haben, dass 13-jährige Jungen die Möglichkeit haben sollten, sexuelle Erfahrungen mit Männern sammeln zu können, da auch sie einvernehmlichen Geschlechtsverkehr mit älteren Männern haben könnten. „Die willkürliche und unterdrückende Idee von Einvernehmlichkeit ist das eigentliche Problem“, so Yiannopoulos. In dem von dem Blog The Reagan Battalion verbreiteten Video habe er auch geäußert, Pädophilie liege nicht vor, wenn sich Männer zu sexuell reifen Kindern hingezogen fühlten, sondern nur, wenn diese noch nicht in die Pubertät eingetreten seien. Der Verlag Simon & Schuster nahm daraufhin Yiannopoulos’ für Juni 2017 angekündigtes Buch Dangerous aus dem Programm, und die Organisatoren der Conservative Political Action Conference (CPAC), die Yiannopoulos als Redner eingeladen hatten, luden ihn wieder aus. Der Chefredakteur von Breitbart-News Alex Marlow bezeichnete Yiannopoulos’ Worte in seiner Radiosendung als unvertretbar und entsetzlich; zudem hätten andere Autoren gedroht, das Portal zu verlassen, wenn Yiannopoulos nicht gehen würde.
In einem Facebook-Eintrag bedauerte Yiannopoulos seine Äußerung und brachte seinen „absoluten Abscheu für Erwachsene, die Minderjährige missbrauchen“, zum Ausdruck; er selbst sei ein Opfer von sexuellem Missbrauch durch einen Geistlichen gewesen. Am 21. Februar 2017 kündigte Yiannopoulos seine Stelle als Redakteur bei Breitbart News. In einem Statement sagte er, seine schlechte Wortwahl solle nicht die wichtige Berichterstattung seiner Kollegen beeinträchtigen.

### Konversion
Am 9. Juli 2022 gab Yiannopoulos auf Instagram seine Firmung in der römisch-katholischen Kirche St. Joseph in Detroit bekannt, die vom Institut Christus König und Hohepriester betreut wird.
Er teilte mit, seinen homosexuellen Neigungen abgeschworen zu haben. Er wolle dazu beitragen, die Konversionstherapie zu rehabilitieren.

## Haltung zu LGBT

### Opposition zur Homosexualität
Obwohl er lange Zeit offen schwul lebte, erklärte Yiannopoulos: „Rechte für Homosexuelle haben uns dümmer gemacht“, und Schwule sollten „zurück in die Kammer“ gehen. Er beschrieb Schwule als „abnorm“ und Homosexualität als „eine Entscheidung, die [schwulen Menschen] Schmerz und Unglück bringt“. 2021 gab er in einem Interview an, „ex-schwul“ zu sein, und seine Sexualität in rechtskonservativen Kreisen strategisch genutzt zu haben: „[Ich] betonte in der Öffentlichkeit nur deshalb so [meine Homosexualität], weil es  Liberale in den Wahnsinn trieb, einen gutaussehenden, charismatischen, intelligenten schwulen Mann zu sehen, der die konservativen Prinzipien krawallig feiert.“ Er habe seinen Ehemann zum „Mitbewohner“ degradiert. Seit er „ex-schwul“ geworden sei, wolle er die schwulenfeindlichen Konversionstherapien unterstützen.
In einem Interview mit Joe Rogan im Jahr 2015 sagte Yiannopoulos: „Wenn ich wählen könnte, wäre ich heterosexuell.“ Auf die Frage, ob er bereit sei, sich von Homosexualität zu befreien, antwortete Yiannopoulos: „Nun, es wäre ein Selbstmord für meine Karriere, aber ich würde es wahrscheinlich tun, ja.“ 2021 bekannte er sich schließlich zur Ex-Gay-Bewegung und äußerte, er lebe nun keusch und werde sich zukünftig für die Rehabilitierung der Konversionstherapie einsetzen.
2017 kritisierte er Papst Franziskus für dessen liberales Weltbild und den damit verbundenen Versuch, auch Homosexuelle zu erreichen, und fügte hinzu, der beste Medienratschlag, den er Franziskus geben könnte, sei Stillschweigen. In dem Interview bestätigte er seinen Glauben, dass Homosexualität eine Sünde sei, und verurteilte diejenigen (einschließlich des Klerus), die versuchten, das Dogma der Kirche in dieser Angelegenheit zu ändern.
Kevin D. Williamson argumentierte in der National Review, dass Milo Yiannopoulos von Breitbart London mehr getan habe, um das homosexuelle Camp in den Dienst des rechten Autoritarismus zu stellen, als irgendjemand sonst, seit „die Mitarbeiter bei Hugo Boss all diese genialen SS-Uniformen genäht“ hätten.

### „Lesben sind nicht real“
Yiannopoulos äußert immer wieder, dass er nicht an Lesben glaube. Er verkauft T-Shirts mit der Aufschrift „Lesben sind nicht real“ und behauptet auf seiner Webseite, dass Lesben verwirrte heterosexuelle Frauen seien.

### Transgender
Yiannopoulos ist bekannt für transphobe Aussagen. Er behauptet, Transgender seien psychisch krank und seien schwule Männer, die sich, um Aufmerksamkeit zu schüren, in Damenkleidung einhüllten. Seiner Meinung nach sollte man sich niemals schlecht fühlen, eine Transgender-Person zu verspotten.

## Rezeption
Die Monatszeitschrift Wired UK nahm ihn 2012 in ihre Liste der hundert einflussreichsten Menschen der britischen digitalen Wirtschaft auf.
2013/14 wurde Yiannopoulos einer breiteren Öffentlichkeit durch seine Kommentierung der Gamergate-Kontroverse bekannt, in der er eine Politisierung der Computerspielindustrie seitens einer „Armee soziopathischer, feministischer Programmierer“ beklagte. Im Juni 2016 wurde sein Twitter-Account lebenslang gesperrt. Er wurde darüber hinaus auf Facebook und Instagram gesperrt.
Im Mai 2016 bezeichnete sich Yiannopoulos als kultureller Libertärer (cultural libertarian) und Verteidiger der Redefreiheit und kritisierte Politische Korrektheit, den Feminismus, den Islam und andere Bewegungen und Ideologien, die er als autoritär und linksreaktionär bezeichnete. Die von Linken propagierte soziale Gerechtigkeit sei falsch. Im Februar 2017 bezeichnete sich Yiannopoulos als „most fabulous supervillain on the internet“ („großartigster Oberschurke im Internet“); Kritiker nannten ihn „purveyor of hate speech“ („Verbreiter von Hassrede“).
Medien wie Zeit Online oder der Tagesspiegel bezeichneten ihn Anfang 2017 als „Alt-Right-Posterboy“ oder „Star“ dieser Bewegung sowie als „selbsternannten Fundamentalist[en] der Redefreiheit“, dessen Kritiker ihm unter anderem Frauenfeindlichkeit und Rassismus vorwerfen. Seine verbale Brutalität habe sich auch in offenem Antisemitismus und Antiislamismus geäußert und ihn zu einer Ikone der Ultrakonservativen gemacht. Der Stern resümierte im Oktober 2016, dass seine publizistische Heimat nach eigener Aussage eine „Zentrale für die freie Rede“ sein werde, wofür die Menschen sich wirklich interessierten: „Freiheit, Liebe, Sex, Tod, Geld und Pornos“.
Der FAZ-Redakteur Oliver Georgi schrieb im November 2016, Yiannopoulos atomisiere jegliche Kategorien von Moral, indem er unter dem Deckmantel der freien Meinungsäußerung jedes Tabu durchbreche; er wolle letztlich das herrschende System, auch das moralische, zerstören. Er gelte nicht trotz, sondern wegen dieser kontroversen Haltung im Internet als ein Star. Sein YouTube-Kanal hat mehr als eine Viertelmillion Abonnenten.
Paula-Irene Villa schätzte ihn im Februar 2017 in der Zeit unter anderem als Ziehsohn von Steve Bannon sowie als das popkulturelle Gesicht der Ultrarechten in den USA ein. „Yiannopoulos gibt den angry young white men Sichtbarkeit und Geltung, ohne jedoch selbst ‚angry‘ zu sein“, so Villa. Er scheine überhaupt keine Emotionen zu haben – von ironischem Zynismus und arroganter Schadenfreude einmal abgesehen. Genau diese Coolness sei die zentrale performative Pointe seiner erfolgreichen politischen Entpolitisierungs-Comedy-Show.
Sebastian Moll schrieb nach seinem Rücktritt von Breitbart-News im Februar 2017 in der Berliner Zeitung, die scheinbaren Widersprüche von Yiannopoulos hätten Amerika fasziniert. Nach seiner Rechtfertigung des sexuellen Missbrauchs an Minderjährigen habe er aber eine Grenze überschritten; das sei selbst den rechtspopulistischen Rebellen zu weit gegangen, für die zuvor Attacken auf Feministinnen und Frauen im Allgemeinen, Behauptungen, Transsexualität sei eine psychische Störung, sowie sein Plädoyer für traditionelle Geschlechterrollen und seine Angriffe sogar auf Homosexuelle als Gruppe akzeptabel gewesen seien.
Der Milliardär Robert Mercer, der Trumps Präsidentschaftswahlkampf maßgeblich unterstützte, äußerte Anfang November 2017 in einer Grundsatzerklärung, er habe Yiannopoulos unterstützt in der Hoffnung, einer freieren Meinungsäußerung Geltung zu verschaffen. In ihm habe er sich allerdings getäuscht; Yiannopoulos’ Äußerungen hätten eher zur Spaltung beigetragen.